# 霍氏條鰍
霍氏南鰍（學名：Schistura horai）為輻鰭魚綱鯉形目條鰍科南鰍屬的其中一種。分布於亞洲巴基斯坦及印度淡水流域，體長可達5.2公分，棲息礫石底質、水流湍急的河川底層水域，生活習性不明。

## 扩展阅读
維基物種上的相關：霍氏南鰍